# Émile Bouhours
Pour les articles homonymes, voir Bouhours.
Pour l’article ayant un titre homophone, voir Émile Bouhour.
Émile Bouhours, né le 3 juin 1870 à Monnai (Orne) et mort le 8 octobre 1953 à La Courneuve, est un coureur cycliste français, professionnel de 1897 à 1913.
En 1900, il remporte Paris-Roubaix à la moyenne de 37,352 km/h.

## Biographie
Grand spécialiste des courses avec entraîneur, il établit un record extraordinaire au cours des 24 Heures de Paris (les 3 et 4 mars 1906), en parcourant 1312 kilomètres à la moyenne horaire de 54,693 km/h. Le champion normand sera, durant 4 ans, Champion de France de demi-fond.
Vainqueur de la Roue d’Or à Paris en 1898 et de la Roue d’Or à Berlin en 1899 et 1901, il a en outre, à son palmarès, de nombreux records sur piste derrière moto.
Ainsi, le 10 novembre 1905, il réussit à accomplir, sur route, l’exploit de couvrir 100 kilomètres, entre Orléans et Vierzon, à la moyenne fantastique de 61,291 km/h.
Il finit également 2e de la course de 100 kilomètres de l'exposition universelle de 1900 (derrière l'anglais Chase), et 3e de la course de 1000 milles (160km 900, derrière Édouard Taylor et Albert Edward Walters), toujours lors de cette même exposition universelle.
Il est mobilisé dans l'artillerie pendant la Première Guerre mondiale.

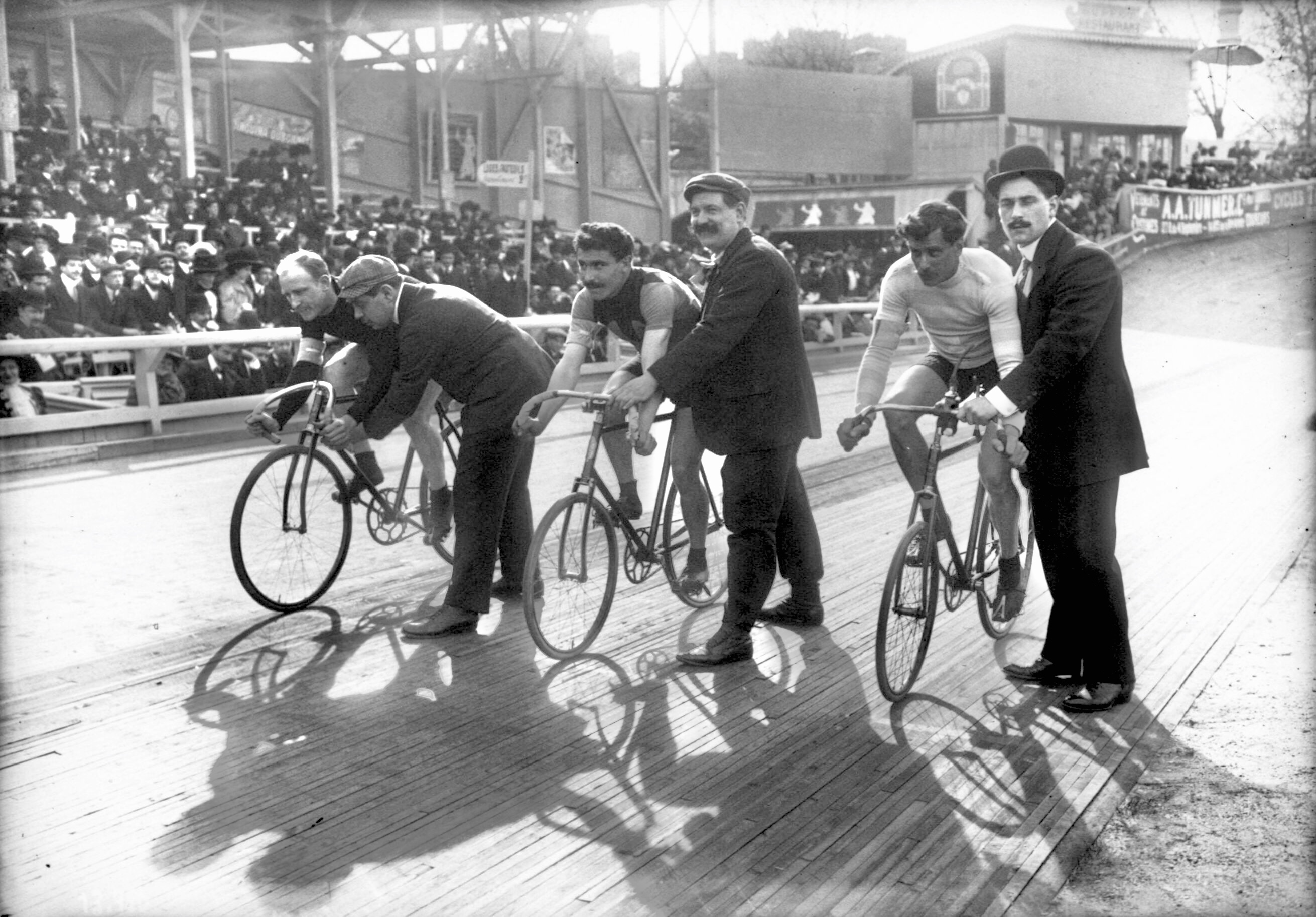
Émile Bouhours, Octave Lapize et Seigneur,
Buffalo, 25 avril 1909,
départ de la course de 100 km

## Palmarès sur piste

### Championnats du monde
- Paris 1900
  -  Médaillé de bronze du demi-fond
- Berlin 1901
  - 5e du demi-fond
- Berlin 1902
  -  Médaillé d'argent du demi-fond

### Championnats d'Europe
- 1899
  -  Médaillé de bronze du demi-fond

### Championnats de France
- 1897
  -  Champion de France de demi-fond
- 1898
  -  Champion de France de demi-fond
- 1899
  - 2e du demi-fond
- 1900
  -  Champion de France de demi-fond
- 1901
  - 2e du demi-fond
- 1902
  -  Champion de France de demi-fond
- 1906
  - 3e du demi-fond
- 1911
  - 2e du demi-fond

### Grands Prix de demi-fond
- Grand Prix d'Anvers : 1900
- Grand Prix de Marseille : 1900

### Autre
- Courses professionnelles des Jeux olympiques de Paris 1900[2]
  - 2e du 100 km
  - 3e du 50 km
  - 3e du 100 miles

## Palmarès sur route
- 1899
  - 3e de Paris-Dijon
- 1900
  - Paris-Roubaix

### Résultats sur le Tour de France
2 participations
- 1905 : forfait
- 1913 : abandon (1re étape)